# 多布拉茨冰川
79°24′S 85°5′W / 79.400°S 85.083°W
多布拉茨冰川是南極洲的冰川，位於埃爾斯沃思地，流經瓦特拉克山和韋伯峰之間，最終注入斯普萊特斯特瑟冰川，現時由南極條約體系管理。